# Selfkantkreis Geilenkirchen-Heinsberg
Der Selfkantkreis Geilenkirchen-Heinsberg war ein Landkreis im ehemaligen Regierungsbezirk Aachen. Mit diesem gehörte er zunächst zur Rheinprovinz und seit 1946 zu Nordrhein-Westfalen. Sein Gebiet befindet sich seit dem  1. Januar 1972 im Kreis Heinsberg und der Städteregion Aachen. Der Verwaltungssitz des Selfkantkreises befand sich in Geilenkirchen.

## Geographie

### Nachbarkreise
Der Selfkantkreis Geilenkirchen-Heinsberg grenzte im Uhrzeigersinn im Norden beginnend an die Kreise Erkelenz, Jülich und Aachen. Im Westen schloss sich die niederländische Provinz Limburg an.

### Selfkant
Zum Kreisgebiet gehörte – mit Ausnahme der Zeit unter niederländischer Verwaltung – der Selfkant, das westlichste Gebiet Deutschlands.

## Geschichte

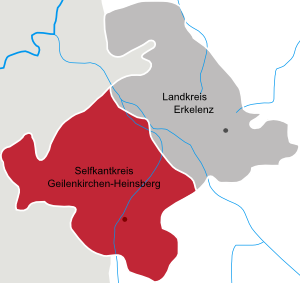
Lage des Selfkantkreises

Am 1. Oktober 1932 wurden die Kreise Geilenkirchen und der größte Teil des Kreises Heinsberg zum Kreis Geilenkirchen-Heinsberg zusammengeschlossen. In der Folgezeit änderte sich mehrfach die Verwaltungsstruktur:
- Am 1. Januar 1935 wechselte die Gemeinde Setterich aus dem Kreis Jülich in den Kreis Geilenkirchen-Heinsberg.[1]
- Die Gemeinden Frelenberg, Scherpenseel und Übach wurden 1935 zur Gemeinde Übach-Palenberg zusammengeschlossen.
- Schümmerquartier wurde 1936 in Schümm umbenannt.[2]
- Am 23. April 1949 wurden sieben Gemeinden des Selfkants (Havert, Hillensberg, Höngen, Millen, Süsterseel, Tüddern und Wehr; ebenso der Gangelter Ortsteil Mindergangelt) aus dem Kreis ausgegliedert und der niederländischen Verwaltung unterstellt.
- Im Jahre 1951 bekam der Kreis den Namen Selfkantkreis Geilenkirchen-Heinsberg, um offiziell zu dokumentieren, dass man die niederländische Besetzung des Selfkants seit dem Zweiten Weltkrieg nicht als dauerhaft akzeptieren würde.[3]
- Beggendorf wurde 1952 nach Baesweiler eingemeindet.
- Die Gemeinden Breberen und Schümm wurden am 1. Januar 1963 zur Gemeinde Breberen-Schümm zusammengeschlossen.
- Am 1. August 1963 wurden die 1949 an die Niederlande abgetretenen Gemeinden des Selfkants wieder in den Kreis eingegliedert.
- Die Gemeinde Übach-Palenberg erhielt 1967 die Stadtrechte.

Zum Selfkantkreis Geilenkirchen-Heinsberg gehörten nunmehr 46 Gemeinden:
| Amt               | Gemeinden (Stand 1968)                                         |
| ----------------- | -------------------------------------------------------------- |
| amtsfrei          | Geilenkirchen, Heinsberg, Übach-Palenberg, Teveren             |
| Baesweiler        | Baesweiler, Oidtweiler                                         |
| Brachelen         | Brachelen, Lindern, Randerath                                  |
| Gangelt           | Breberen-Schümm, Gangelt, Schierwaldenrath                     |
| Heinsberg-Land    | Schafhausen, Unterbruch                                        |
| Immendorf-Würm    | Beeck, Immendorf, Puffendorf, Setterich, Süggerath, Würm       |
| Karken            | Karken, Kempen, Kirchhoven                                     |
| Oberbruch-Dremmen | Dremmen, Horst, Oberbruch, Porselen                            |
| Selfkant          | Havert, Hillensberg, Höngen, Millen, Süsterseel, Tüddern, Wehr |
| Waldenrath        | Aphoven, Birgden, Waldenrath                                   |
| Waldfeucht        | Braunsrath, Haaren, Saeffelen, Waldfeucht                      |
| Wassenberg        | Birgelen, Effeld, Ophoven, Orsbeck, Wassenberg                 |

Im Rahmen der nordrhein-westfälischen Gebietsreform wurden zunächst am 1. Januar 1969 die vier Gemeinden des Amtes Oberbruch-Dremmen zur neuen Gemeinde Oberbruch-Dremmen zusammengeschlossen. Am 1. Juli 1969 trat das Gesetz zur Neugliederung von Gemeinden des Selfkantkreises Geilenkirchen-Heinsberg in Kraft:
- Breberen-Schümm, Schierwaldenrath und Birgden wurden in die Gemeinde Gangelt eingegliedert.
- Havert, Hillensberg, Höngen, Millen, Saeffelen, Süsterseel, Tüddern und Wehr wurden zur neuen Gemeinde Selfkant zusammengeschlossen.
- Aphoven, Schafhausen und Unterbruch wurden in die Stadt Heinsberg eingegliedert.
- Die Ämter Gangelt, Heinsberg-Land, Selfkant und Waldenrath wurden aufgelöst.

Durch das Aachen-Gesetz wurden am 1. Januar 1972 weitere Gemeinden zusammengeschlossen und der Kreis aufgelöst:
- Baesweiler, Oidtweiler, Puffendorf und Setterich wurden zu einer neuen Gemeinde Baesweiler zusammengeschlossen.
- Geilenkirchen, Teveren, Lindern, Beeck, Immendorf, Süggerath und Würm wurden zu einer neuen Stadt Geilenkirchen zusammengeschlossen.
- Heinsberg, Karken, Kempen, Kirchhoven, Oberbruch-Dremmen, Randerath und Waldenrath wurden zu einer neuen Stadt Heinsberg zusammengeschlossen.
- Brachelen wurde Teil der Stadt Hückelhoven.
- Braunsrath, Haaren und Waldfeucht wurden zu einer neuen Gemeinde Waldfeucht zusammengeschlossen.
- Birgelen, Effeld, Ophoven, Orsbeck und Wassenberg wurden zu einer neuen Gemeinde Wassenberg zusammengeschlossen.
- Der Selfkantkreis Geilenkirchen-Heinsberg und alle seine Ämter wurden aufgelöst.
- Bis auf die Gemeinde Baesweiler, die zum Kreis Aachen kam, wurde das gesamte Kreisgebiet Teil des neuen Kreises Heinsberg.

## Einwohnerentwicklung
| Jahr | Einwohner |
| ---- | --------- |
| 1933 | 91.099    |
| 1939 | 92.845    |
| 1950 | 96.688    |
| 1960 | 119.000   |
| 1971 | 139.000   |

## Politik

### Ergebnisse der Kreistagswahlen ab 1946
In der Liste werden nur Parteien und Wählergemeinschaften aufgeführt, die mindestens zwei Prozent der Stimmen bei der jeweiligen Wahl erhalten haben.
Die Kreiswahlergebnise 1946 und 1948 des Kreises Geilenkirchen-Heinsberg wird hier ebenfalls aufgelistet.
Stimmenanteile der Parteien in Prozent:
| Jahr   | CDU  | SPD  | UWG  | FDP | DZP | KPD |
| ------ | ---- | ---- | ---- | --- | --- | --- |
| 1946   | 77,1 | 16,5 |      |     |     | 3,7 |
| 1948   | 62,8 | 21,0 |      | 1,6 | 2,2 | 4,8 |
| 119521 | 58,8 | 21,7 |      | 5,7 |     | 2,6 |
| 219562 | 56,3 | 24,5 |      | 5,9 | 3,4 |     |
| 1961   | 58,5 | 22,6 | 11,1 | 7,7 |     |     |
| 1964   | 55,5 | 27,0 | 11,2 | 6,3 |     |     |
| 1969   | 61,0 | 29,1 | 06,2 | 3,7 |     |     |

Fußnoten:

1 1952: zusätzlich: FWV: 9,7 Prozent

2 1956: zusätzlich: FVP: 8,8 Prozent

### Landräte
- 1932–1945: Alexander Czéh (von 1919 bis 1932 Landrat des Kreises Geilenkirchen)
- 1945–1946: Paul Wonschik
- 1946–1948: Josef Rademacher
- 1948–1954: Peter Pilates
- 1954–1969: Franz Braun
- 1969–1971: Anton Nordhausen

### Wappen
Das Wappen zeigt den Jülicher Löwen im ersten Viertel, der, ebenso wie der darunter abgebildete Papagei, dem Wappen der Stadt Geilenkirchen entnommen wurde. Der silberne Löwe in der linken Hälfte des Schildes ist die gemeine Figur der Stadt Heinsberg. Das Recht zur Führung eines eigenen Wappens wurde dem Selfkantkreis durch Urkunde der Landesregierung vom 1. März 1950 verliehen.

## Kfz-Kennzeichen
Am 1. Juli 1956 wurde dem damaligen Kreis bei der Einführung der bis heute gültigen Kfz-Kennzeichen das Unterscheidungszeichen GK zugewiesen. Es wurde bis zum 31. Dezember 1971 ausgegeben. Seit dem 2. September 2013 ist es aufgrund der Kennzeichenliberalisierung im Kreis Heinsberg erhältlich.